# Anthaxia thessalica
Anthaxia thessalica es una especie de escarabajo del género Anthaxia, familia Buprestidae. Fue descrita científicamente por Brandl en 1981.

## Distribución
Habita en el Neártico, Neotrópico, región indomalaya, Paleártico y región afrotropical.